# Silvi (futbolista)
Silvino Fernández Lozano (Peñarroya-Pueblonuevo, provincia de Córdoba, 13 de septiembre de 1956) es un exfutbolista español que se desempeñaba como defensa.

## Clubes
| Club                         | País   | Año       |
| ---------------------------- | ------ | --------- |
| C. E. Sabadell F. C.         | España | 1978-1980 |
| R. C. Deportivo de La Coruña | España | 1980-1988 |